# Balm bei Messen
Pour les articles homonymes, voir Messen (homonymie).
Balm bei Messen est une localité de Messen et une ancienne commune suisse du canton de Soleure. Depuis le 1er janvier 2010, la commune de Balm bei Messen a intégré la commune de Messen comme Brunnenthal et Oberramsern. Son ancien numéro OFS est le 2443.

## Monuments et curiosités
La petite église montagnarde avec clocher-arcade (vers 1400 et 1691) faisait probablement partie du château de Balmegg dont on peut encore voir aujourd'hui quelques maigres vestiges sur la crête qui domine le village.